# Burdinne
Burdinne (wa. Beurdene) – miejscowość i gmina (commune) w Belgii, w Regionie Walońskim, w prowincji Liège, w okręgu Huy. 1 stycznia 2024 roku liczyła 3295 mieszkańców.

## Podział administracyjny
W skład gminy wchodzą cztery dzielnice (section):
- Hannêche
- Lamontzée
- Marneffe
- Oteppe